# Operazione Northern Watch
L'operazione Nothern Watch fu il seguito dell'operazione Provide Comfort, eseguita dagli Stati Uniti, dal Regno Unito e dalla Turchia per mantenere il controllo aereo sulla no-fly zone sopra il 36º parallelo (il nord dell'Iraq) tra il 1º gennaio 1997 e il 17 marzo 2003.
Inizialmente l'operazione doveva durare sei mesi, come stabilito dal mandato turco. In seguito il governo turco rinnovò il mandato per altri sei mesi. Di fatto nel primo anno dell'operazione non vi fu alcuno scontro tra forze aeree della Coalizione e le forze aeree irachene.
In seguito all'operazione Desert Fox l'Iraq annunciò di non voler più riconoscere la no-fly zone e cominciò ad attaccare i velivoli della Coalizione. Dal dicembre 1998 al marzo 1999 tali aerei vennero attaccati quasi ogni giorno dai missili terra-aria iracheni. Come risposta gli aerei colpirono diversi siti di difesa antiaerea con i loro missili aria-terra AGM-88 HARM e gli AGM-130.
Gli aerei della Coalizione pattugliarono i cieli del nord dell'Iraq per una media di diciotto giorni al mese e, nonostante Saddam Hussein avesse promesso 14 000 dollari a chiunque fosse riuscito ad abbattere un aereo nemico, nessun velivolo fu distrutto.
Durante i primi mesi del 1999 l'operazione ebbe un arresto dato che molti velivoli vennero mandati in Italia per prendere parte all'operazione Allied Force.
L'operazione mantenne un basso profilo fino all'inizio della seconda guerra in Iraq nel 2003 quando il 17 marzo vi fu l'ultimo combat air patrol nella quale la Coalizione annientò le forze aeree irachene.
L'operazione Northern Watch terminò lo stesso giorno (ufficialmente si ritenne conclusa il 1º maggio) dopo un totale di 36 000 missioni.